# Suturlija
La Suturlija (en serbe cyrillique : Сутурлија) est une rivière de Bosnie-Herzégovine, affluent du Vrbas.
La Suturlija appartient au bassin versant de la mer Noire. Elle n'est pas navigable. Elle traverse la région de la Ville de Banja Luka.